# سنيك (هولندا)

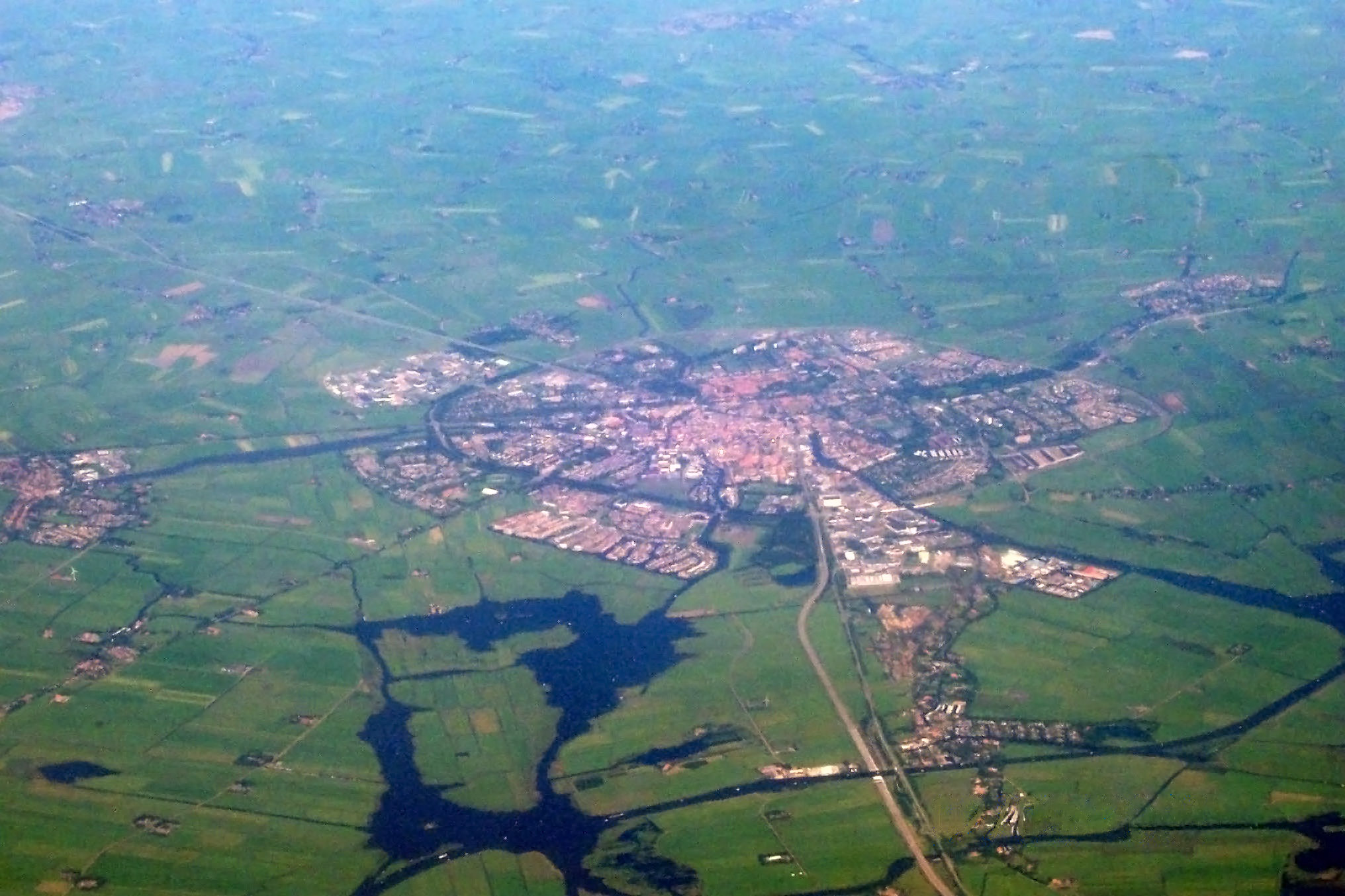
سنيك من الفضاء (2004)

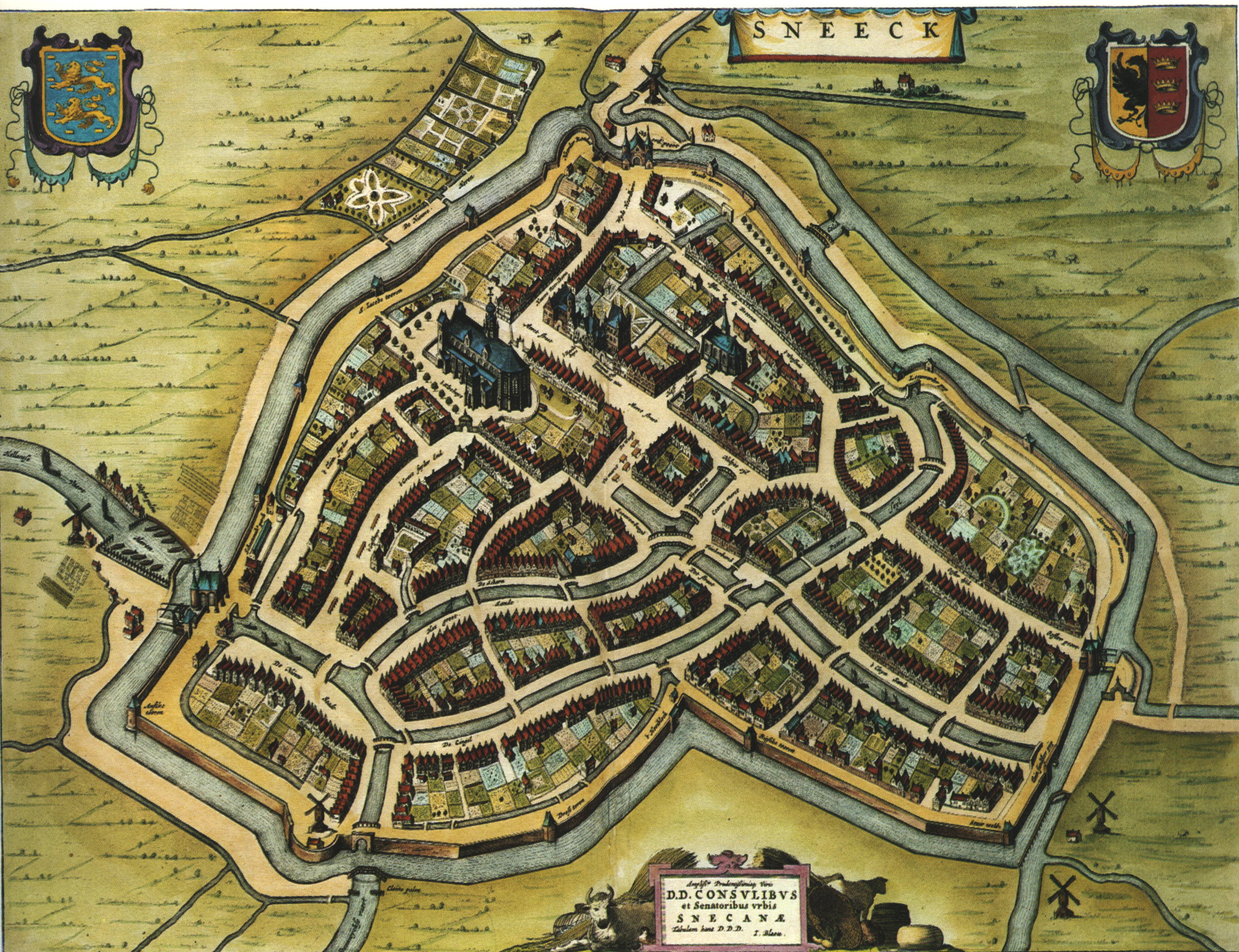
سنيك على خريطة ويليم بلاو وJoan Blaeu في 1652

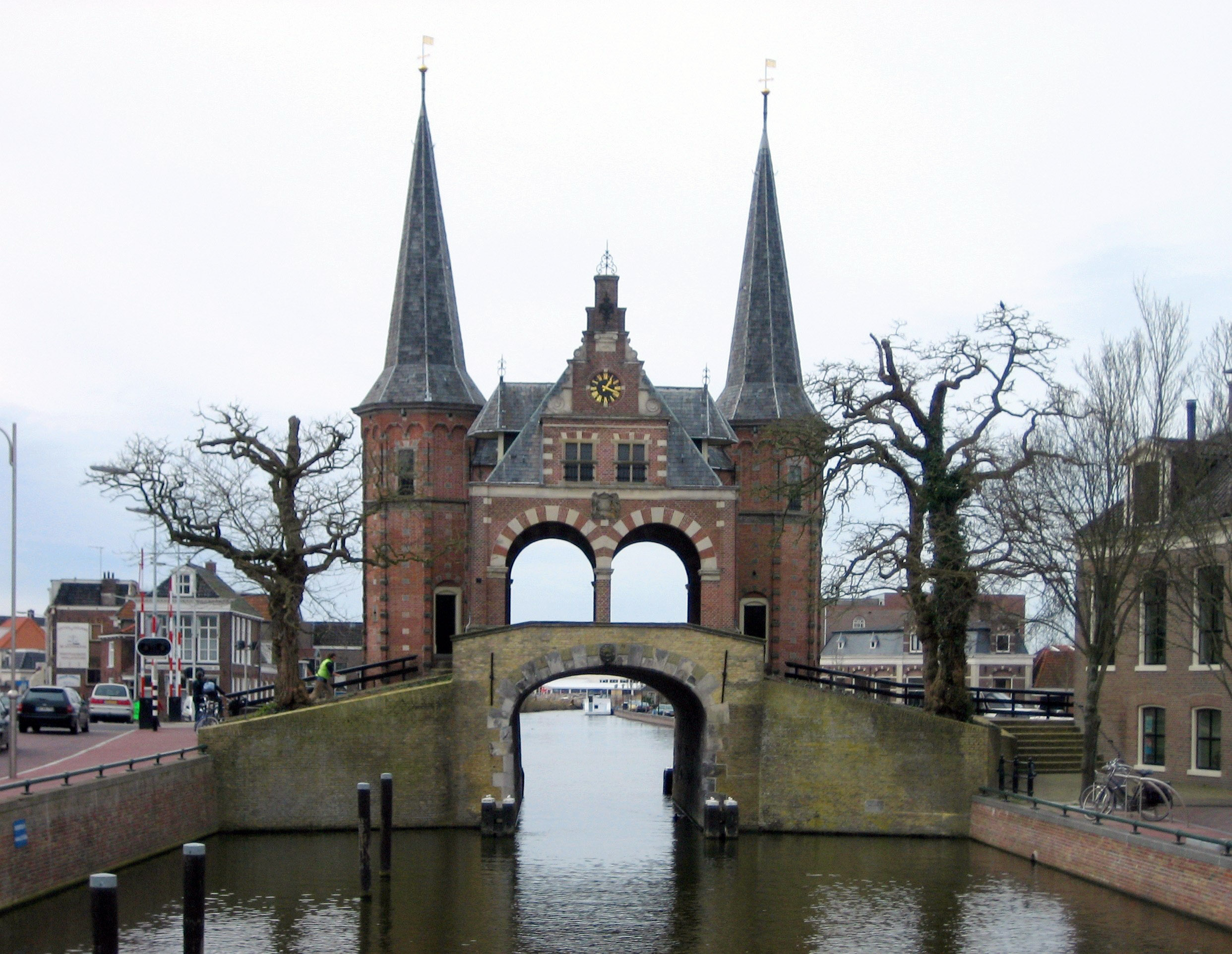
فاتربورت (2006)

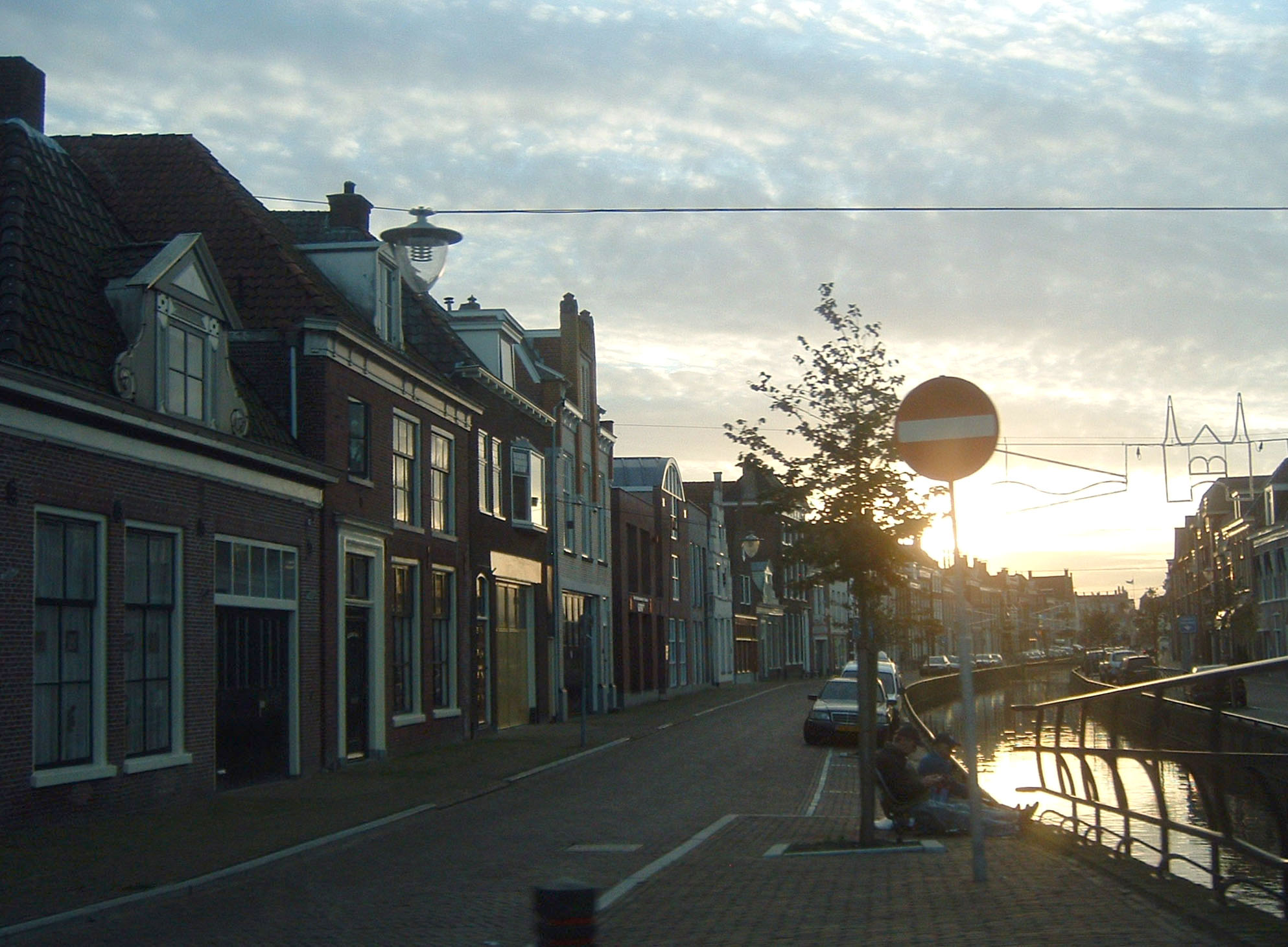
قناة Kleinzand في سنيك (2006)

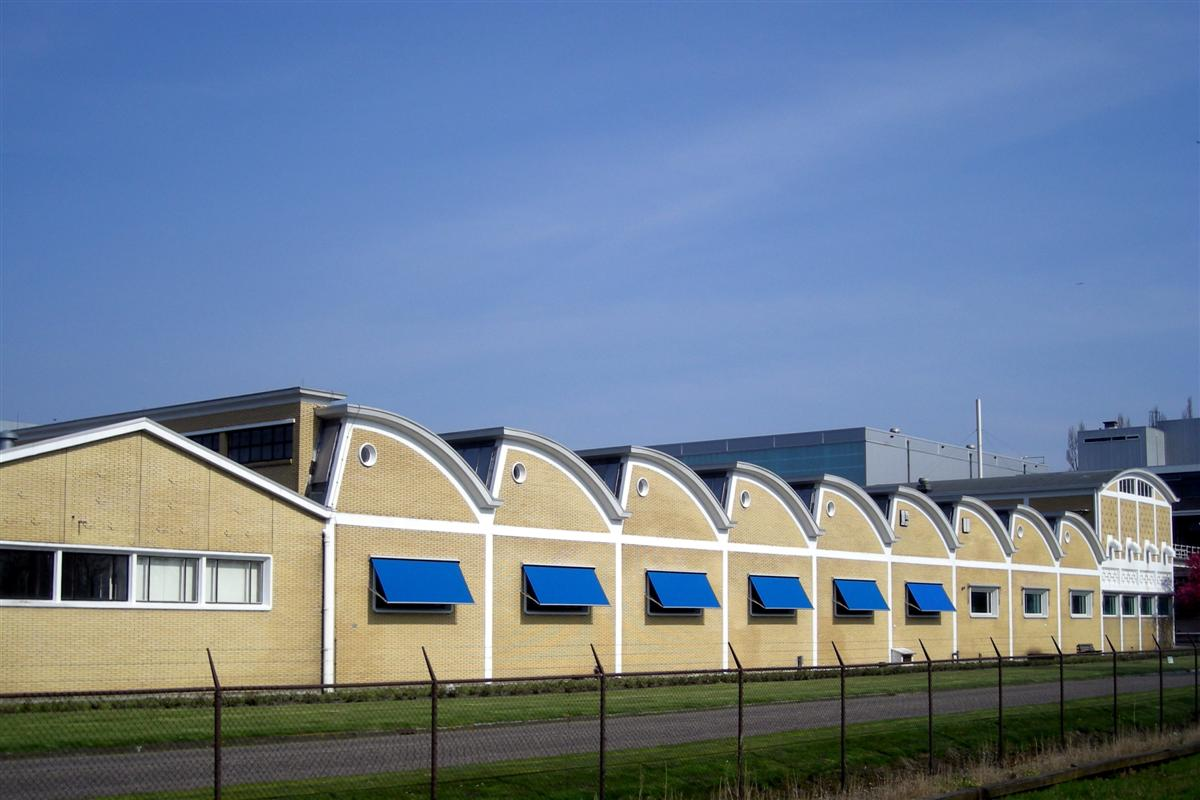
Tonnemafabriek (مصنع حلوى) (2008)

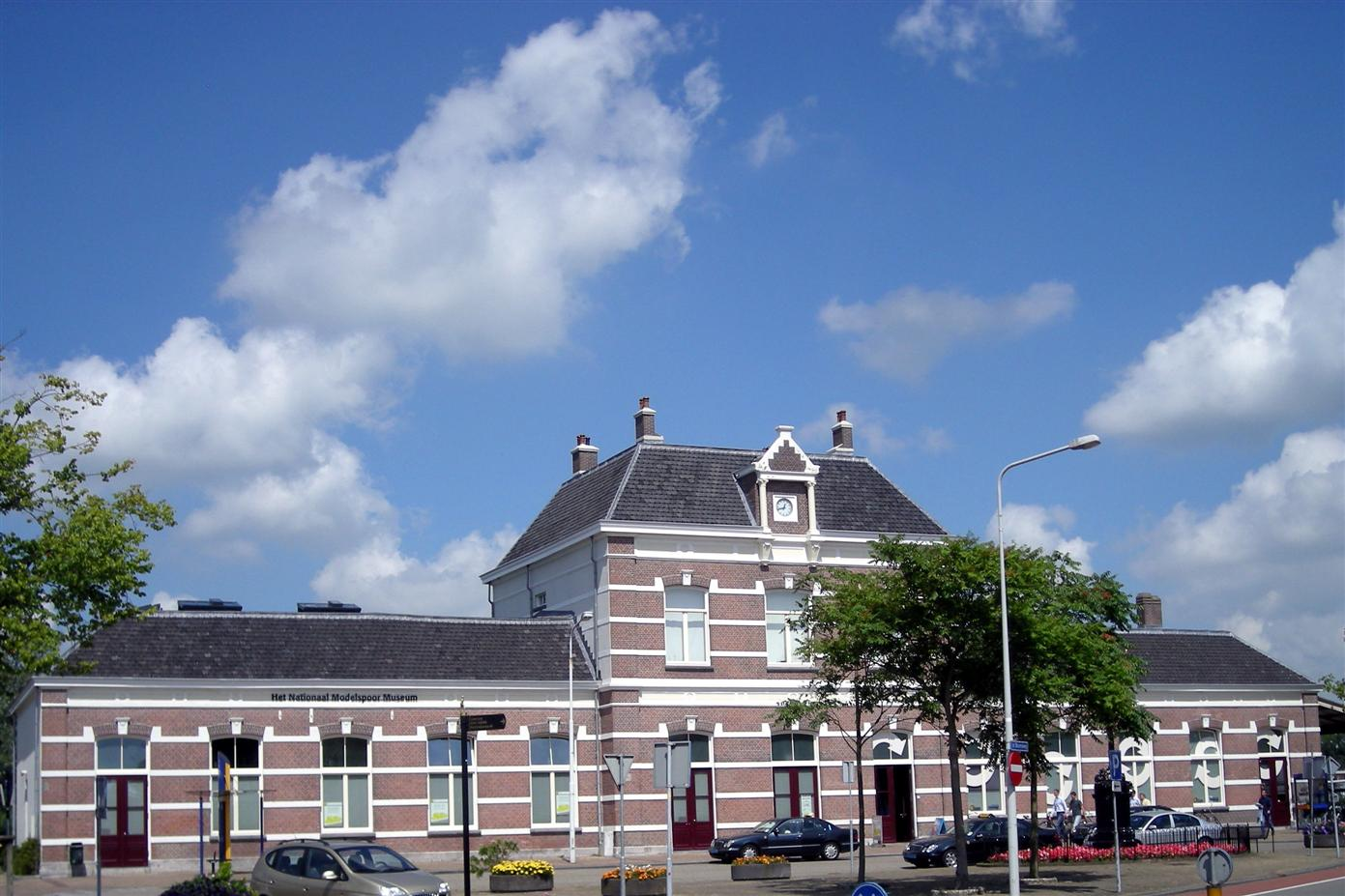
Sneek railway station (2007)

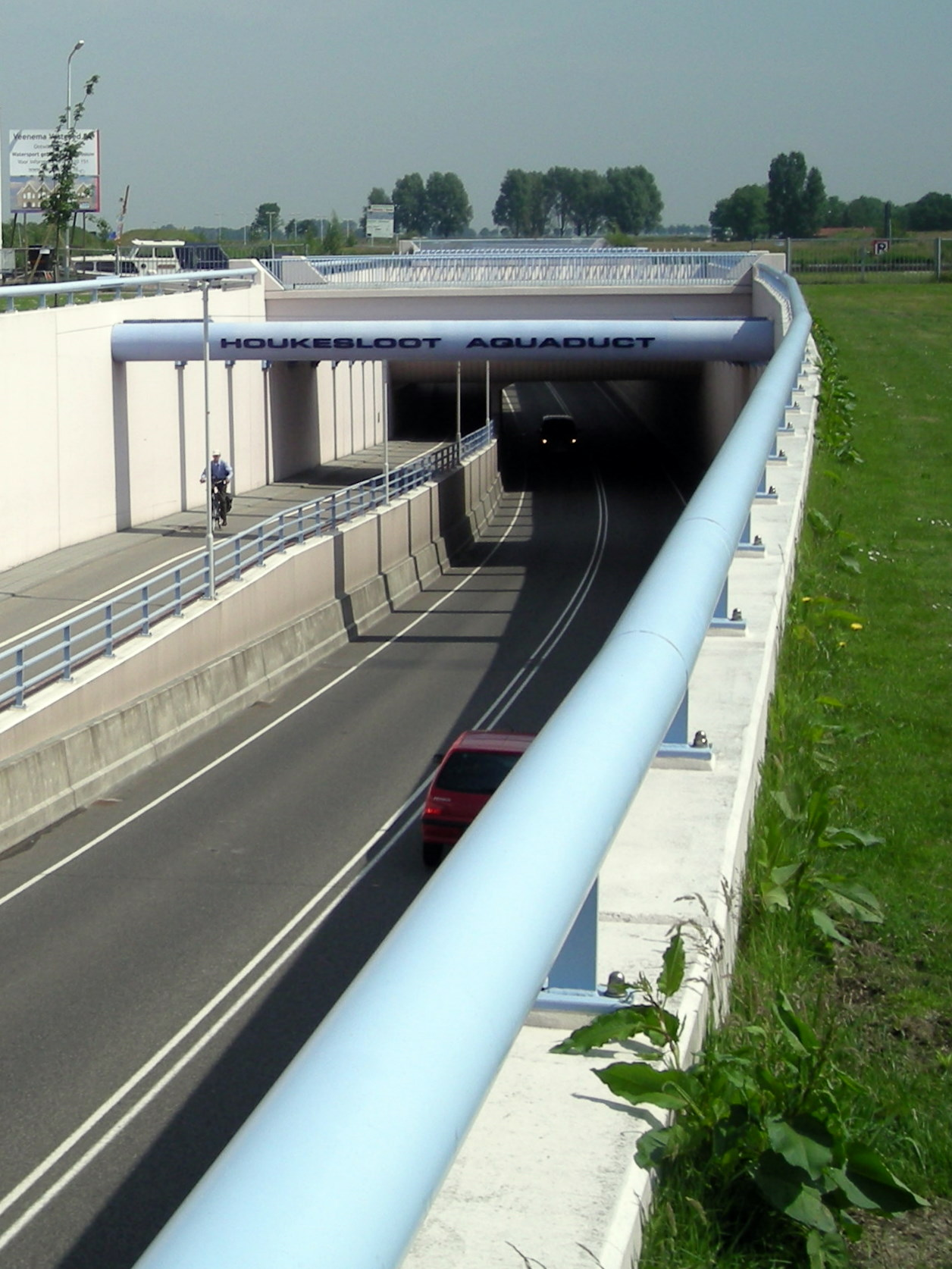
Houkesloot Aquaduct (2007)

سنيك  ([sneːk]  ( أنصت)، (بالفريزية الغربية: Snits)‏) هي مدينة جنوب غرب ليوواردن ومقر البلدية السابقة سنيك بمقاطعة فرايزلاند (هولندا). منذ عام 2011 أصبحت جزءاً من بلدية سودفيست- فريسلان.
وتقع جنوب غرب فريزلند، بالقرب من Sneekermeer ومشهورة بقنواتها، وWaterpoort (بوابة الماء، رمز المدينة)، والرياضات المائية (أسبوع سنيك). سنيك هي واحدة من Friese elf steden (المدن الإحدى عشر). والمدينة مهمة جداً لمنطقة جنوب غرب فريزلاند (و"Zuidwesthoek").

## طوبوغرافيا
خريطة طوبوغرافية هولندية لمدينة سنيك، يونيو 2014، (تقرأ بعد ثلاث نقرات على الخريطة).

### اللغة
سنيك لها لهجتها الخاصة التي ترجع إلى اللهجات الهولندية قبل 1600. Snekers جزء من لهجات city Frisian .

## أعلام
- فيليم دي سيتر
- زالومون دي وولف
- هارمين كوبريوس
- بيليه أنهولت
- دنيس فيسر
- هارمين أبما